# قرية ساوتهمبتون (نيويورك)
قرية ساوتهمبتون (بالإنجليزية: Southampton (village), New York)‏ هي قرية تقع في الولايات المتحدة في مقاطعة سوفولك، نيويورك. يقدر عدد سكانها بـ 3,109 نسمة ومساحتها 18.7 كم2 وترتفع عن سطح البحر 8 متر.

## التركيبة السكانية
حدّد مكتب تعداد الولايات المتحدة بيانات التركيبة السكانية لقرية ساوتهمبتون في تعداد الولايات المتحدة. في ما يلي، التركيبة السكانية حسب تعدادي 2000 و2010.

### تعداد عام 2000
بلغ عدد سكان قرية ساوتهمبتون 3,965 نسمة بحسب تعداد عام 2000، وبلغ عدد الأسر 1,651 أسرة وعدد العائلات 982 عائلة مقيمة في القرية. في حين سجلت الكثافة السكانية 202.8 نسمة لكل كيلومتر مربع (525.2/ميل2). وبلغ عدد الوحدات السكنية 2,936 وحدة بمتوسط كثافة قدره 150.2 لكل كيلومتر مربع (389.0/ميل2).
وتوزع التركيب العرقي للقرية بنسبة 80.38% من البيض و12.94% من الأمريكيين الأفارقة و0.83% من الأمريكيين الأصليين و1.59% من الأمريكيين ذوي الأصول الآسيوية و0.03% من سكان جزر المحيط الهادئ و1.97% من الأعراق الأخرى و2.27% من عرقين مختلطين أو أكثر و9.05% من الهسبانيون أو اللاتينيون من أي عرق.
بلغ عدد الأسر 1,651 أسرة كانت نسبة 25.4% منها لديها أطفال تحت سن الثامنة عشر تعيش معهم، وبلغت نسبة الأزواج القاطنين مع بعضهم البعض 42.1% من أصل المجموع الكلي للأسر، ونسبة 12.1% من الأسر كان لديها معيلات من الإناث دون وجود شريك، بينما كانت نسبة 5.3% من الأسر لديها معيلون من الذكور دون وجود شريكة وكانت نسبة 40.5% من غير العائلات. تألفت نسبة 34.2% من أصل جميع الأسر من عدة أفراد يعيشون في نفس المنزل ونسبة 15.4% كانت تتألف من شخص يعيش بمفرده يبلغ من العمر 65 عاماً أو أكثر. وبلغ متوسط حجم الأسرة المعيشية 2.36، أما متوسط حجم العائلات فبلغ 2.97.
بلغ العمر الوسطي للسكان 43.8 عاماً. وكانت نسبة 19.5% من القاطنين تحت سن الثامنة عشر، وكانت نسبة 7.3% بين الثامنة عشر والرابعة والعشرين عاماً، ونسبة 24.8% كانت واقعةً في الفئة العمرية ما بين الخامسة والعشرين والرابعة والأربعين عاماً، ونسبة 27.1% كانت ما بين الخامسة والأربعين والرابعة والستين، ونسبة 19.6% كانت ضمن فئة الخامسة والستين عاماً فما فوق. يوجد لكل 100 أنثى 95.2 ذكر، ويوجد لكل 100 أنثى في الثامنة عشر من عمرها فما فوق 93.5 ذكر.
بلغ متوسط دخل الأسرة في القرية 54,300 دولارًا، أما متوسط دخل العائلة فبلغ 61,016 دولارًا. وكان متوسط دخل الذكور 40,729 دولارًا مقابل 36,875 دولارًا للإناث. وسجل دخل الفرد الخاص بالقرية 37,150 دولارًا. وكانت نسبة 1.3% من العائلات ونسبة 6.2% من السكان تحت خط الفقر، وكان من هؤلاء نسبة 2.9% تحت سن الثامنة عشر ونسبة 3.9% في الخامسة والستين من العمر وما فوق.

### تعداد عام 2010
بلغ عدد سكان قرية ساوتهمبتون 3,109 نسمة بحسب تعداد عام 2010، وبلغ عدد الأسر 1,263 أسرة وعدد العائلات 706 عائلة مقيمة في القرية. في حين سجلت الكثافة السكانية 159 نسمة لكل كيلومتر مربع (411.8/ميل2). وبلغ عدد الوحدات السكنية 3,314 وحدة بمتوسط كثافة قدره 169.5 لكل كيلومتر مربع (439.0/ميل2).
وتوزع التركيب العرقي للقرية بنسبة 81.83% من البيض و9.87% من الأمريكيين الأفارقة و0.64% من الأمريكيين الأصليين و1.77% من الأمريكيين ذوي الأصول الآسيوية و0.19% من سكان جزر المحيط الهادئ و3.99% من الأعراق الأخرى و1.70% من عرقين مختلطين أو أكثر و16.18% من الهسبانيون أو اللاتينيون من أي عرق.
بلغ عدد الأسر 1,263 أسرة كانت نسبة 22.2% منها لديها أطفال تحت سن الثامنة عشر تعيش معهم، وبلغت نسبة الأزواج القاطنين مع بعضهم البعض 40.6% من أصل المجموع الكلي للأسر، ونسبة 10% من الأسر كان لديها معيلات من الإناث دون وجود شريك، بينما كانت نسبة 5.3% من الأسر لديها معيلون من الذكور دون وجود شريكة وكانت نسبة 44.1% من غير العائلات. تألفت نسبة 36.4% من أصل جميع الأسر من عدة أفراد يعيشون في نفس المنزل ونسبة 17.1% كانت تتألف من شخص يعيش بمفرده يبلغ من العمر 65 عاماً أو أكثر. وبلغ متوسط حجم الأسرة المعيشية 2.26، أما متوسط حجم العائلات فبلغ 2.87.
بلغ العمر الوسطي للسكان 50.2 عاماً. وكانت نسبة 15.7% من القاطنين تحت سن الثامنة عشر، وكانت نسبة 5.8% بين الثامنة عشر والرابعة والعشرين عاماً، ونسبة 20.6% كانت واقعةً في الفئة العمرية ما بين الخامسة والعشرين والرابعة والأربعين عاماً، ونسبة 31.5% كانت ما بين الخامسة والأربعين والرابعة والستين، ونسبة 26.5% كانت ضمن فئة الخامسة والستين عاماً فما فوق. وتوزع التركيب الجنسي للسكان بنسبة 49% ذكور و51% إناث.

## أعلام
- دونالد غريفين
- إدموند سنو كاربنتر
- أندرو ويليام ميلون
- تايلر وينكليفوس
- إديث إيوينغ بوفير بيلي